# Prix du Livre d'Histoire des Outre-mer
 (juin 2024).
L'article doit être relu — et modifié si nécessaire — par des contributeurs indépendants pour apporter un regard critique aux contributions effectuées en violation des conditions d'utilisation de Wikipédia, tant sur la forme (notamment concernant le style encyclopédique, la proportionnalité) que sur le fond (la neutralité de point de vue, la qualité et l'indépendance des sources).
Le prix du Livre d'Histoire des Outre-mer est un prix littéraire créé en 2017 à l'occasion de la Journée Outre-mer Développement qui s'était tenue au Palais Brongniart à Paris. Ce prix a pour objectif de « Promouvoir l’histoire des Outre-mer français ; développer l’intérêt pour la culture historique ; allier le plaisir de lire et la connaissance historique ».
L’aire géographique concerne des ouvrages dont les actuels départements, régions ou collectivités de l'Outre-mer demeurent administrativement français (Guadeloupe, Guyane, Mayotte, Martinique, Nouvelle-Calédonie, Polynésie française, La Réunion, Saint-Barthélemy, Saint-Martin, Saint-Pierre-et-Miquelon, Wallis-et-Futuna).

## Historique

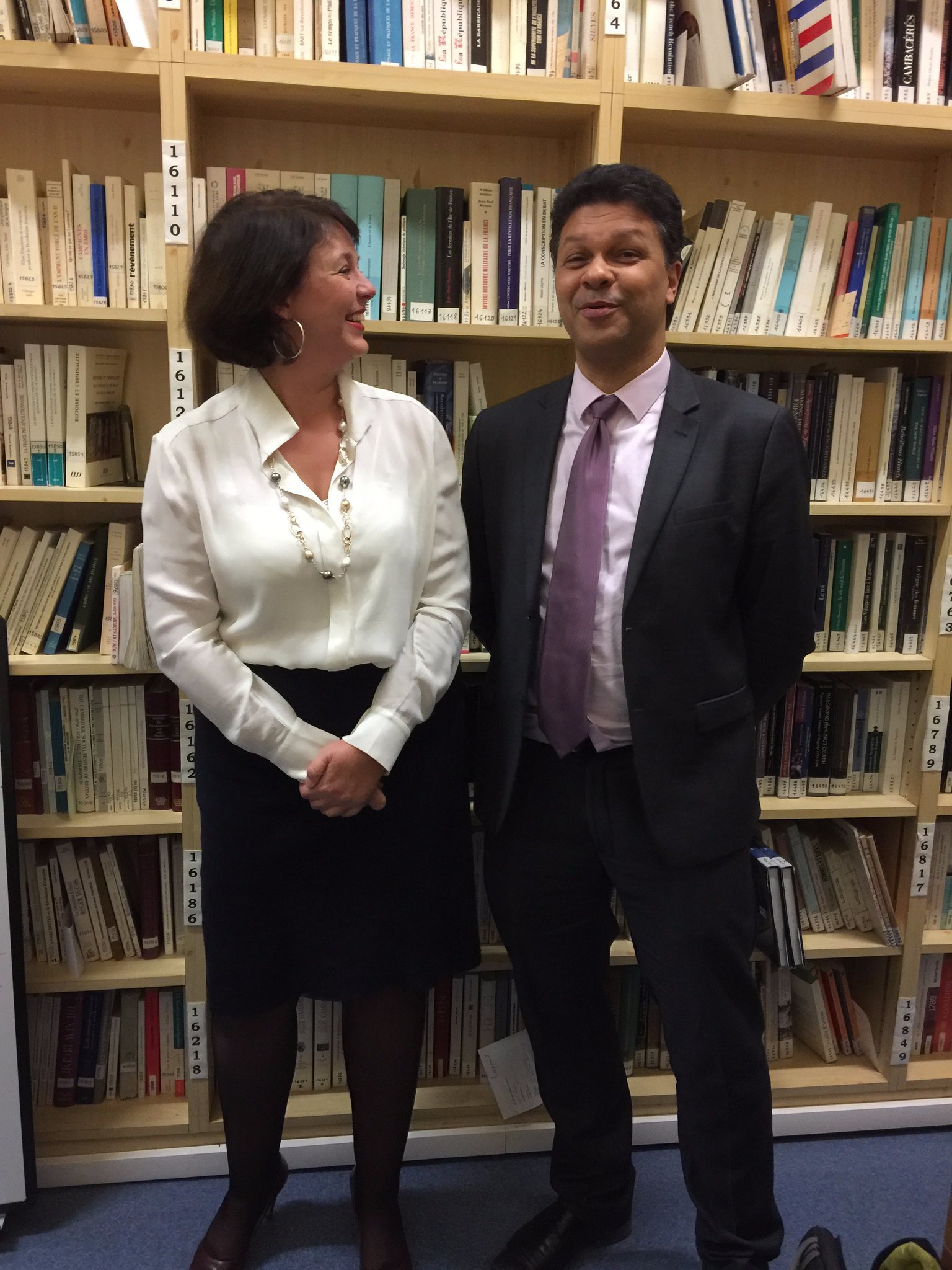
2017 - Première sélection pour le Prix du livre d'Histoire des Outre-Mer. Marion Godfroy-Tayart de Borms et Frédéric Régent.

Le prix du livre d'Histoire des Outre-mer a pour volonté la promotion de l’Histoire des Outre-mer français en récompensant des travaux qui allient la qualité scientifique à l’accessibilité à tous les publics.
Cyril Comte et François Brichant ont tout d'abord fondé la Journée Outre-mer développement en 2009. A l'occasion de la  6eme journée en 2017, Cyril Comte et François Brichant, décident alors avec le  compagnonnage et le soutien de plusieurs historiens (Frédéric Régent, Fabrice d'Almeida, François Durpaire) de la création de ce prix,.
Le prix est organisé par ses deux présidents élus, Frédéric Régent et Marion Tayart de Borms (Godfroy) historiens.

## Lauréats
- En 2017, le jury récompense l'historien Bernard Gainot pour L'Empire colonial de Richelieu à Napoléon, chez Armand Colin[6],[7].
- En 2020, le jury récompense l'ethnologue Michèle Baj Strobel pour Les Gens de l'Or, paru dans la collection Terre Humaine aux éditions Plon[8],[9].
- En 2022, le jury récompense l'historien Eric Jennings, professeur à l'université de Toronto pour Les bateaux de l'espoir - Vichy, les réfugiés et la filière martiniquaise, paru aux éditions du CNRS[10]. Sept livres étaient en compétition[11].